# Aubrometz
Aubrometz település Franciaországban, Pas-de-Calais megyében. Lakosainak száma 142 fő (2022. január 1.). Aubrometz Fillièvres, Rougefay és Conchy-sur-Canche községekkel határos.

## Népesség
A település népességének változása:
| Lakosok száma | 147  | 152  | 156  | 152  | 152  | 151  | 148  | 145  | 142  |
|               | 2013 | 2015 | 2016 | 2017 | 2018 | 2019 | 2020 | 2021 | 2022 |